# 武西堡
武西堡，是台灣中部自清治時期至日治初期的一個行政區劃，其範圍包括今彰化縣的埔心鄉全部、溪湖鎮東南部、永靖鄉大部分、員林市西南端、社頭鄉西端及田尾鄉東部。
武西堡西邊為二林上堡，北邊為馬芝堡、燕霧下堡，東邊為武東堡，南邊為東螺東堡。

## 管轄街庄
武西堡共轄24個庄：
- 今埔心鄉境內：羅厝庄、大溝尾庄、舊館庄、大埔心庄、太平庄、瓦磘厝庄、埤霞庄、梧鳳庄
- 今溪湖鎮境內：阿媽厝庄、崙仔腳
- 今永靖鄉境內：同安宅庄、竹仔腳庄、關帝廳庄、湳港西庄、湳港舊庄、五汴頭庄、陳厝厝庄、崙仔庄
- 今員林市境內：田中央庄
- 今社頭鄉境內：湳底庄、張厝庄
- 今田尾鄉境內：鎮平庄、小紅毛社庄、曾厝崙庄